# Mesoscia anguilinea
Mesoscia anguilinea är en fjärilsart som beskrevs av William Schaus 1912. Mesoscia anguilinea ingår i släktet Mesoscia och familjen Megalopygidae. Inga underarter finns listade i Catalogue of Life.